# Oxalis enneaphylla
Oxalis enneaphylla, llamada comúnmente  ojo de agua, es una especie de planta perenne de floración tardía primaveral- veraniega, tuberosa, de clima alpino, nativa de pastizales de Sudamérica. 

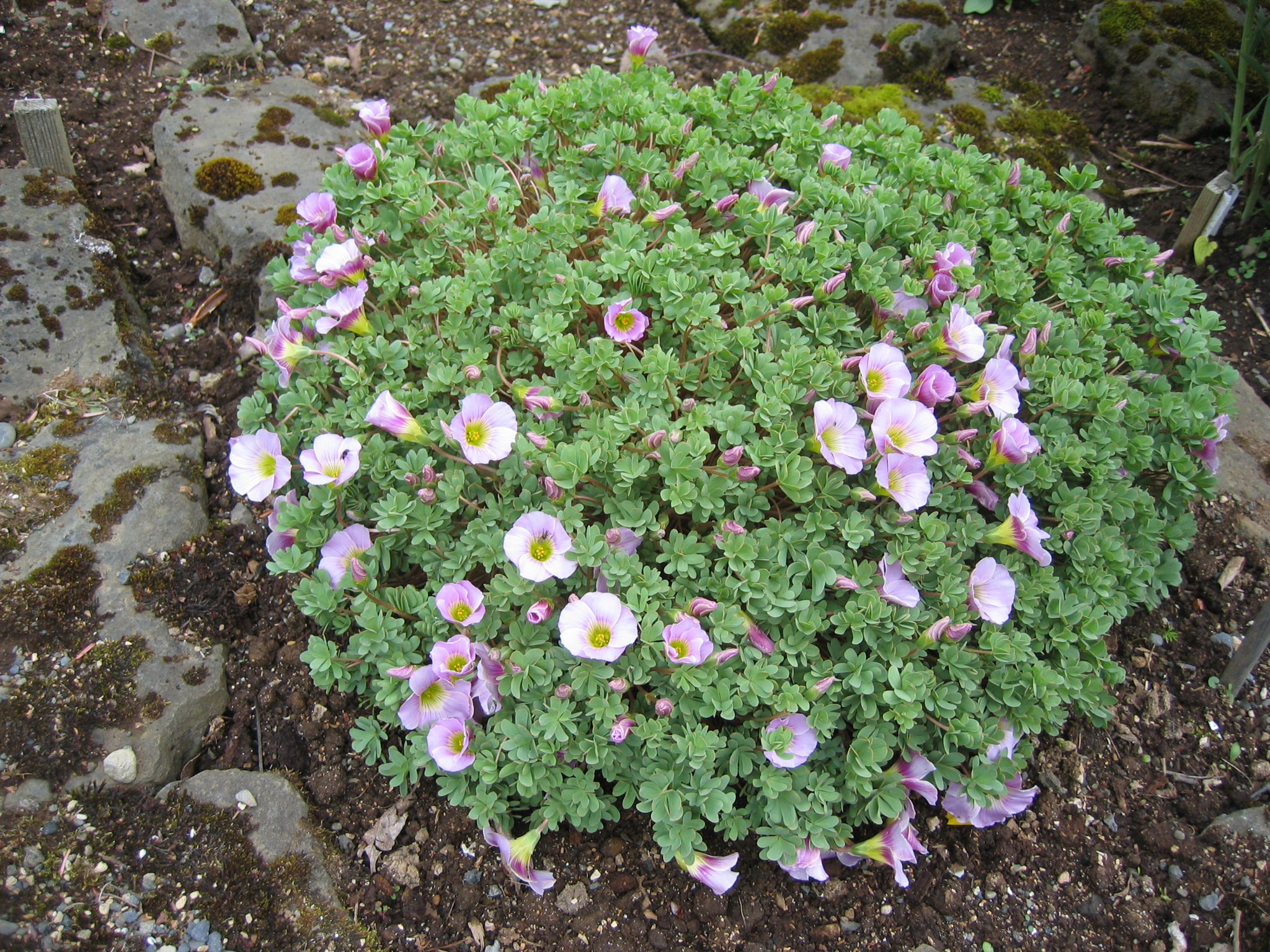
Vista de la planta

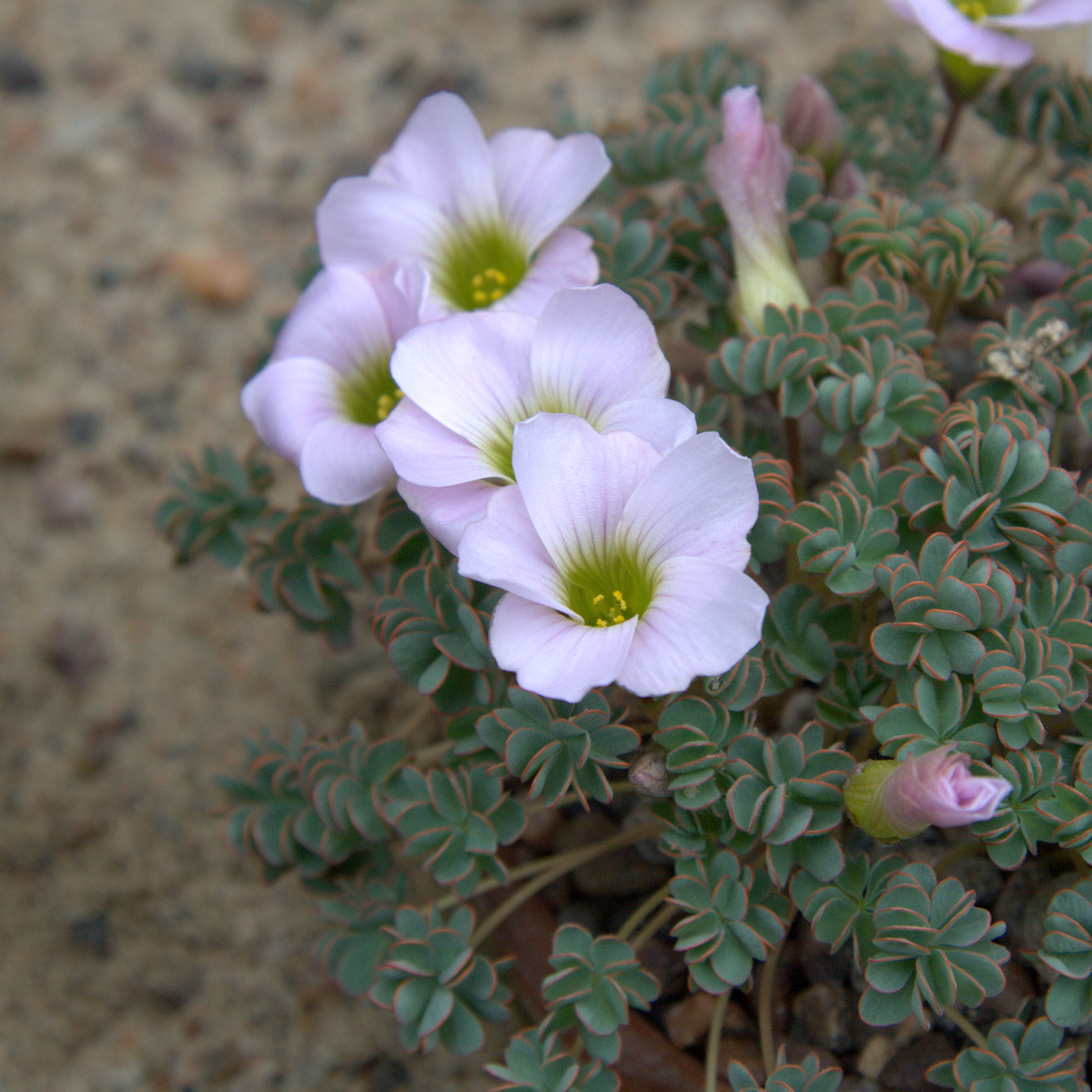
Flores

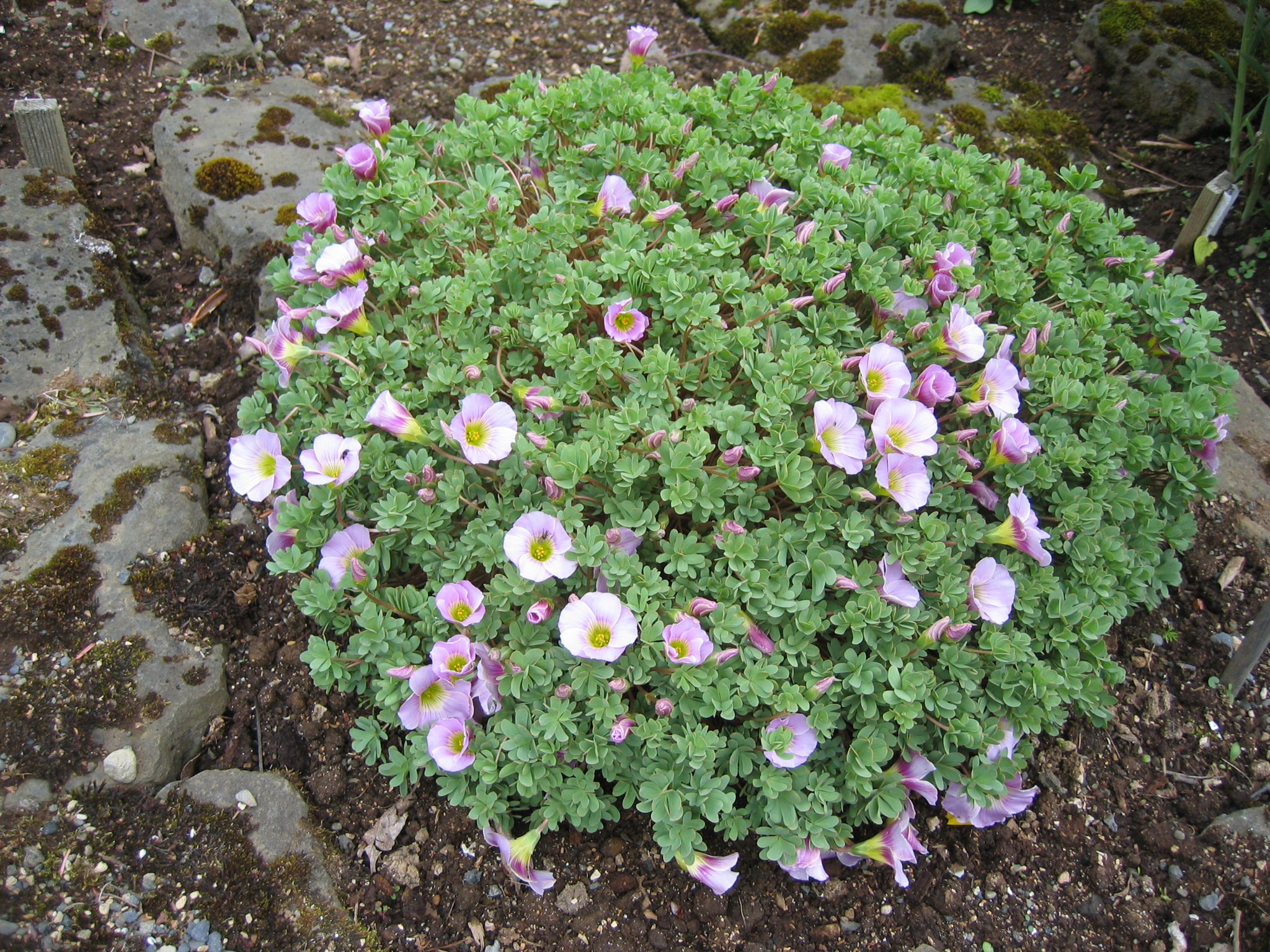
Vista de la planta

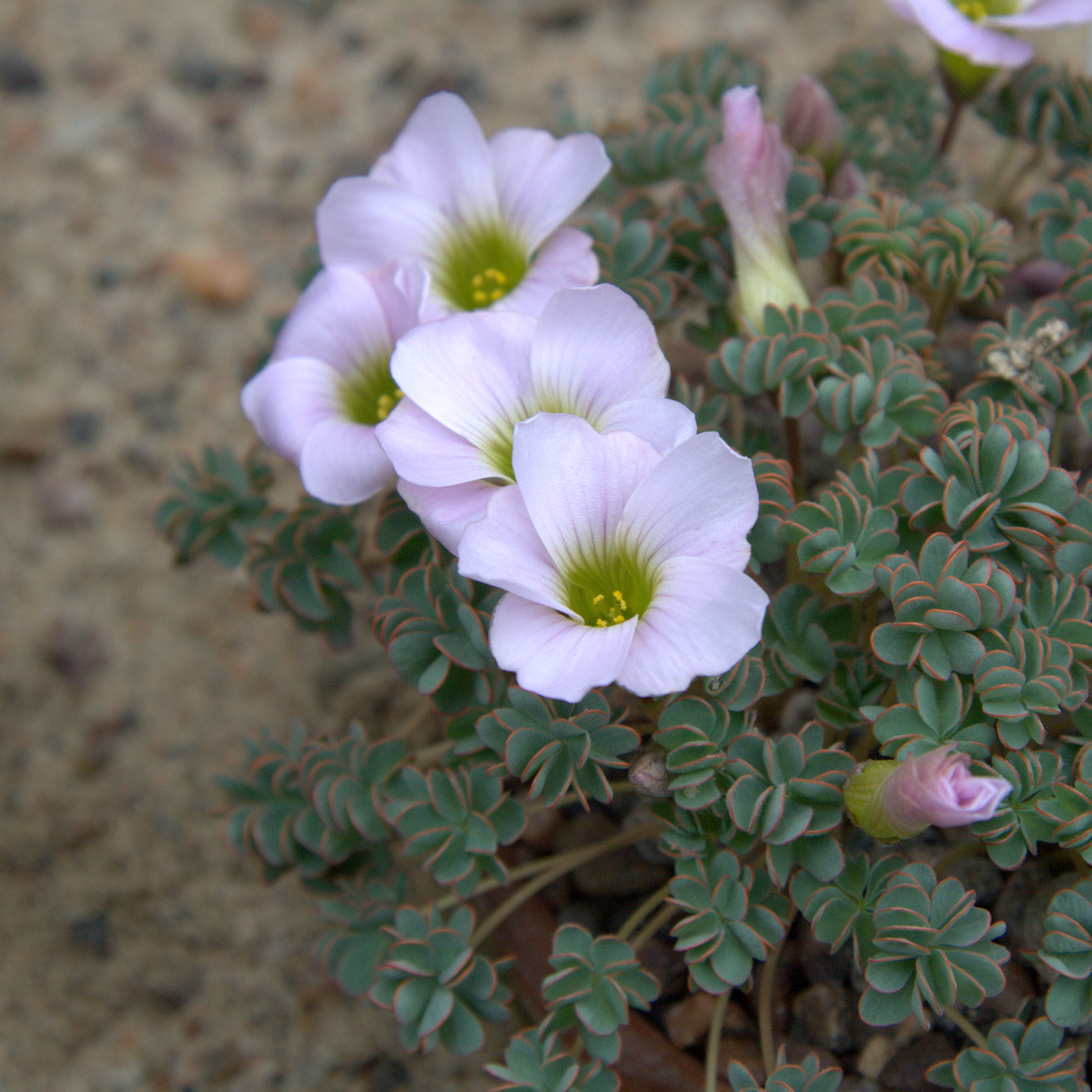
Flores

## Características
Es una planta pequeña, alcanza 7 cm de altura y 10 cm de expansión. Flores hermafroditas muy aromáticas a almendras, y es una verdura comestible, pero con un gusto rasposo debido a su relativamente alto contenido en ácido oxálico. 
Es polinizada por polillas y mariposas de Lepidoptera. 
Sus hojas son ricas en vitamina C. Los marinos que atravesaban el Cabo de Hornos consumían esta especie para evitar el escorbuto. Esto se ilustra por el siguiente extracto del Diario de Syms Covington, que navegaba en el HMS Beagle con Charles Darwin. Aquí describe las islas Malvinas, y se refiere a Oxalis enneaphylla como "timo salvaje":

Mientras estuvimos aquí encontramos todo muy miserable, y con mucho frío. La isla es en general montañosa. Ningún árbol se divisa, pero hay arbustos bajos con bayas rojas, muy buenas para comer. Hay caballos, y cerdos que corren salvajes, conejos, gansos silvestres y patos y la más excelente caza para acechar en los pantanos y grandes pastizales, que poco más, en general, tiene la isla. Hay una planta de té, que sabe muy dulce, y el "timo salvaje" que usamos como té, y es muy bueno y mucho más completo que el normal.

## Taxonomía
Oxalis enneaphylla fue descrita por Antonio José Cavanilles y publicado en Icones et Descriptiones Plantarum 5: 7, pl. 411. 1799.
Etimología
Oxalis: Oxalis: nombre genérico que deriva de la palabra griega oxys, "afilado, acre", refiriéndose al sabor agrio de las hojas y el tallo.
enneaphylla: epíteto que proviene del griego εννεα: "nueve" y φυλλον: "hoja".
Variedad aceptada
- Oxalis enneaphylla subsp. ibari (Phil.) Lourteig

Sinonimia
- Oxalis enneaphylla subsp. enneaphylla
- Oxalis enneaphylla var. pumila (d'Urv.) Hook.
- Oxalis pumila d'Urv.[4]